# Ачех (провинция)
А́чех (индон. Nanggroe Aceh Darussalam, نڠغرو اتچيه دارالشلام) — провинция Индонезии, занимает северную оконечность острова Суматра. Административный центр — город Банда-Ачех. По территории провинции протекает одноимённая река.
Господствующая религия — ислам суннитского толка (97,6 %).

## История

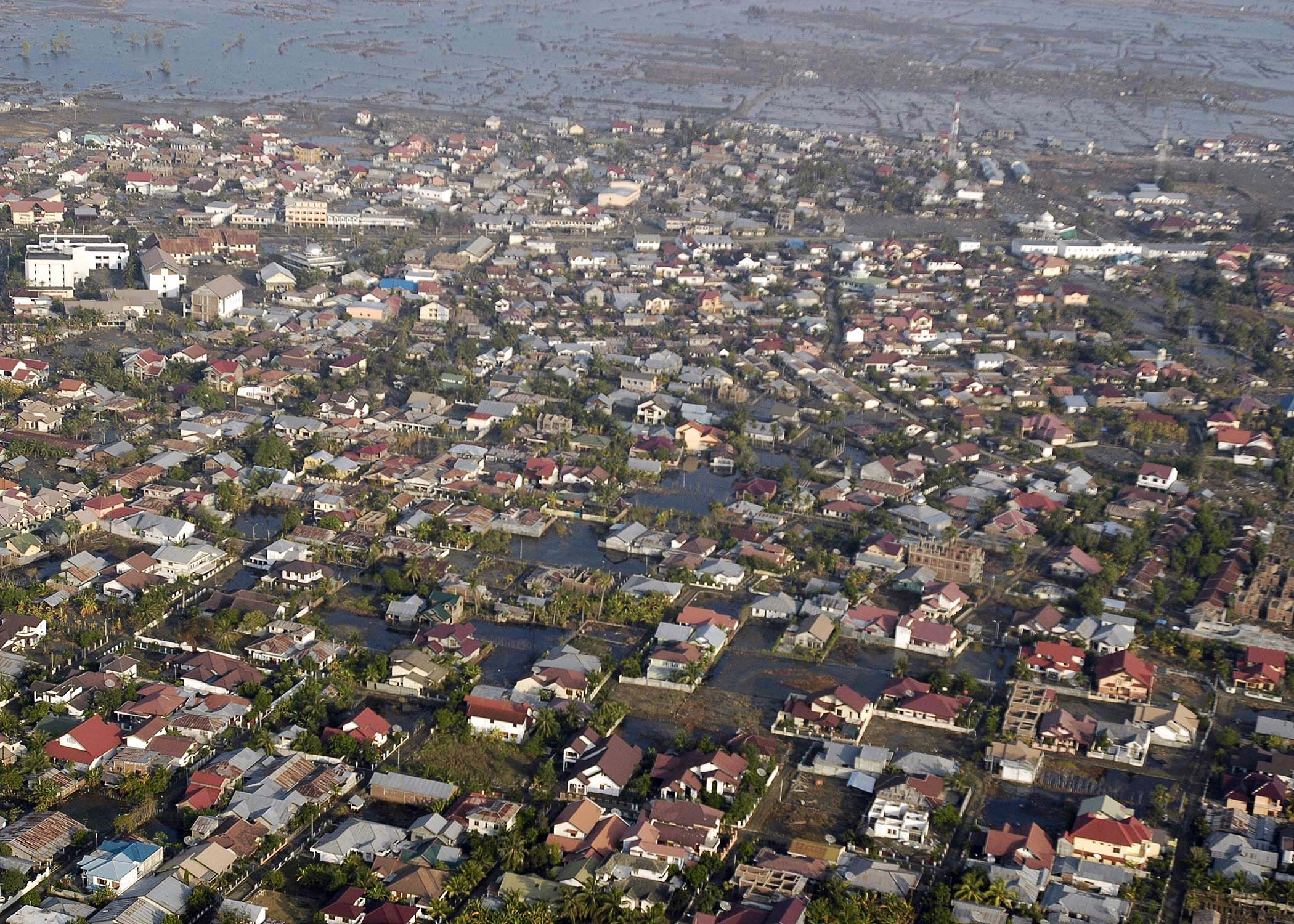
Ачех

До начала 1904 года существовал независимый Султанат Ачех.
Во время и после периода голландской оккупации Индонезии население Ачеха боролось за независимость. 4 декабря 1976 года провозглашено создание Государства Ачех, которое было сразу же пресечено силой центральными индонезийскими властями.
В декабре 2004 года провинция серьёзно пострадала от цунами. Эпицентр землетрясения, вызвавшего цунами, находился в океане в непосредственной близости от провинции. Наводнение затопило большую территорию, погибло множество людей, был нанесён огромный ущерб домам, дорогам, полям, коммуникациям.

## Политика

Флаг Движения за Свободный Ачех

Султанат Ачех.

Начавшиеся после отставки Сухарто либерально-демократические реформы, а также изменения в индонезийских вооруженных силах способствовали созданию более благоприятных условий для мирных переговоров; впервые с инициативой провести их выступила Юха Кристенсен, финский активист-миротворец, а затем официально содействовали финляндская неправительственная организация «Инициатива по управлению кризисами» во главе с бывшим президентом Финляндии Мартти Ахтисаари. В то же время руководство главного движения повстанцев, «Свободный Ачех», претерпело изменения, и индонезийские военные нанесли ему такой огромный урон, что ему пришлось вести переговоры с центральным правительством. 15 августа 2005 года в Хельсинки было подписано мирное соглашение («Меморандум о взаимопонимании») между властями страны и группировкой, которое положило конец 30-летней гражданской войне в провинции, в ходе которой погибло около 15 000 человек, большинство из которых — мирные жители.
Согласно документу, повстанцы полностью отказались от требования независимости провинции и прекратили вооружённую борьбу. Взамен Ачеху предоставлен статус «особой автономии», и правительство вывело войска из региона. Кроме того, правительство обязалось освободить всех повстанцев, находящихся в индонезийских тюрьмах, и предоставило местным властям больший контроль над природными ресурсами (природный газ, лес и кофе), а гражданам Ачеха — право на создание местных политических партий для представления своих интересов. Защитники прав человека выразили протест в связи с тем, что было прекращено рассмотрение предыдущих нарушений прав человека в провинции.
В середине сентября 2005 года в соответствии с соглашением началось разоружение ачехских сепаратистов под контролем международных наблюдателей. Накануне индонезийское правительство вывело из Ачеха около полутора тысяч полицейских. По итогам соглашения к 2006 году все индонезийские полицейские и военные покинули Ачех.

## Административное деление

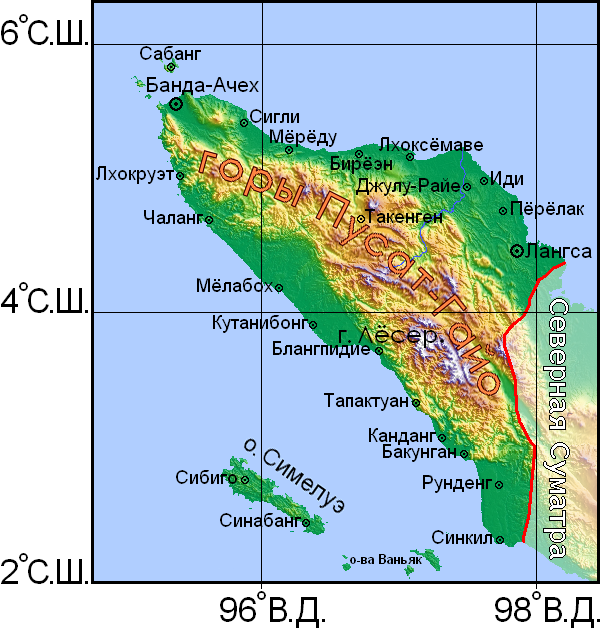
Рельеф Ачеха

Провинция Ачех делится на 18 округов (kabupaten) и 5 городских муниципалитетов (kota):

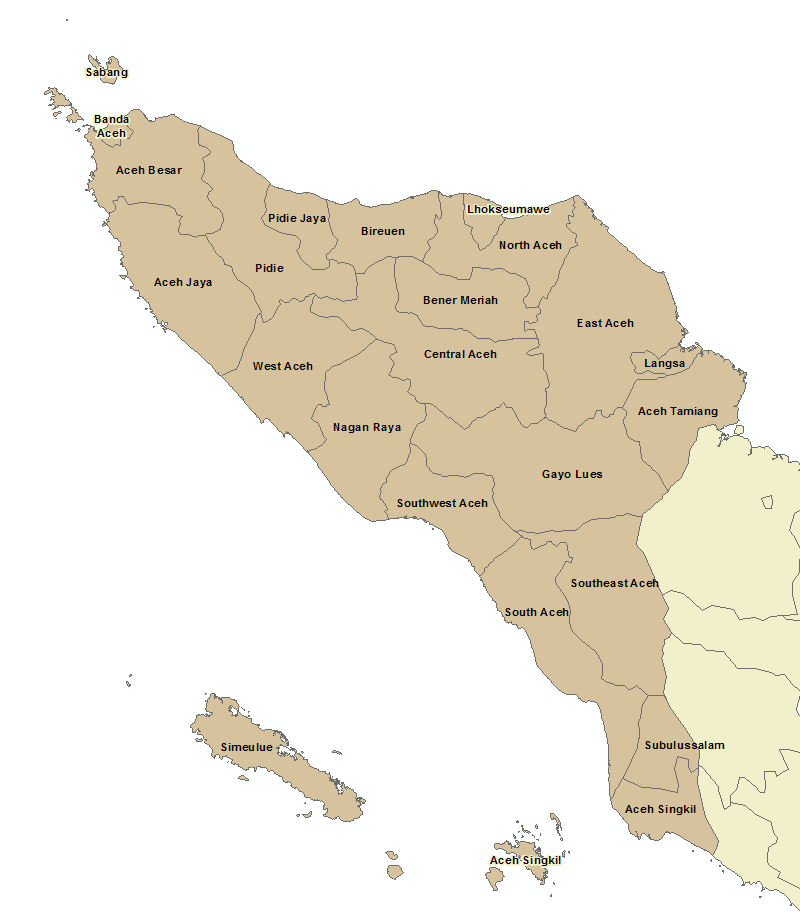
Административное деление провинции Ачех

| №  | Адм. единица                          | Адм. центр            | Год образования | Территория, км² | Население, чел. (2010) |
| -- | ------------------------------------- | --------------------- | --------------- | --------------- | ---------------------- |
| 1  | Сабанг (город)                        |                       | 1967            | 153,00          | 30 647                 |
| 2  | Банда-Ачех (город)                    |                       | 1956            | 61,36           | 224 209                |
| 3  | Большой Ачех                          | Джантхо               | 1956            | 2969,00         | 350 225                |
| 4  | Ачех-Джая                             | Чаланг                | 2002            | 3817,00         | 76 892                 |
| 5  | Пиди                                  | Сигли                 | 1956            | 2856,52         | 378 278                |
| 6  | Пидиджая                              | Меуреуду              | 2007            | 574,44          | 132 858                |
| 7  | Бирёэн                                | Бирёэн                | 1999            | 1901,22         | 389 024                |
| 8  | Северный Ачех                         | Лхоксукон             | 1956            | 3236,86         | 529 746                |
| 9  | Лхоксёмаве (город)                    |                       | 2001            | 181,06          | 170 504                |
| 10 | Бенермериах                           | Симпанг Тига Ределонг | 2003            | 1457,34         | 121 870                |
| 11 | Центральный Ачех                      | Такенгон              | 1956            | 4315,14         | 175 329                |
| 12 | Западный Ачех                         | Меулабох              | 1956            | 2927,95         | 172 896                |
| 13 | Наганрая                              | Сука Макмуе           | 2002            | 3928,00         | 138 670                |
| 14 | Юго-Западный Ачех                     | Блангпидие            | 2002            | 2334,01         | 125 991                |
| 15 | Гайолуэс                              | Блангкеджерен         | 2002            | 5719,57         | 79 592                 |
| 16 | Восточный Ачех                        | Иди Райок             | 1956            | 6040,60         | 359 280                |
| 17 | Лангса (город)                        |                       | 2001            | 262,41          | 148 904                |
| 18 | Ачех-Тамианг                          | Каранг Бару           | 2002            | 1939,72         | 250 992                |
| 19 | Юго-Восточный Ачех                    | Кутачане              | 1974            | 4189,26         | 178 852                |
| 20 | Южный Ачех                            | Тапактуан             | 1956            | 3851,69         | 202 003                |
| 21 | Субулуссалам (город)                  |                       | 2007            | 1011,00         | 67 316                 |
| 22 | Ачех-Синкил (Входит в Острова Баниак) | Синкил                | 1999            | 2597,00         | 102 213                |
| 23 | Симёлуэ                               | Синабанг              | 1999            | 2051,48         | 80 279                 |
|    | Всего                                 |                       |                 | 58 375,63       | 4 486 570              |

## Известные люди
- Дауд Бёрё - один из лидеров движения Даруль-ислам
- Теуку Искандар, ученый и лексикограф